# Magyar Ösztöndíj Bizottság

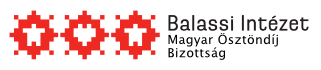

A Magyar Ösztöndíj Bizottságot 1991-ben hozta létre a Magyar Köztársaság Kormánya. 2007-óta a Balassi Intézet részeként működik.
A Magyar Ösztöndíj Bizottság (MÖB) 10 tagból álló testület: két tagot delegál az oktatásért felelős miniszter, egy-egy tagot pedig a külpolitikáért felelős miniszter, a Felsőoktatási Tervezési Testület, a Magyar Rektori Konferencia, a Főiskolai Főigazgatói Konferencia, a Magyar Tudományos Akadémia, a Magyar Művészeti Akadémia, a Magyar Felsőoktatási Akkreditációs Bizottság és a Hallgatói Önkormányzatok Országos Konferenciája. A MÖB tagjait az oktatásért felelős miniszter bízza meg hároméves időtartamra, elnökét a tagok választják maguk közül. A MÖB elnöke Závodszky Péter.
A MÖB feladata a kétoldalú államközi egyezmények, illetve munkatervek által biztosított államközi ösztöndíjakra, a bécsi Collegium Hungaricum ösztöndíjaira, valamint a Magyar Állami Eötvös Ösztöndíjra érkező pályázatok elbírálása. Az ösztöndíjakat a Magyar Ösztöndíj Bizottság döntése alapján az oktatásért felelős miniszter adományozza. A MÖB döntéseit nyolc, ugyancsak független szaktekintélyekből álló szakmai kollégium javaslatai alapozzák meg. A kétoldalú egyezményen alapuló ösztöndíj-pályázatok elbírálásában egyes esetekben a fogadó ország képviselői is részt vesznek.
A Magyar Ösztöndíj Bizottság Irodájának legfontosabb feladatai közé tartozik a pályázati kiírások közzététele, a beérkező pályázatok feldolgozása, szakmai kollégiumi értékelésre bocsátása, a szakmai kollégiumok bíráló munkájának előkészítése, koordinálása, a MÖB üléseinek előkészítése és lebonyolítása, a döntési eredmények feldolgozása, az érintett pályázók, intézmények, partnerek kiértesítése, a külföldi partnerszervezetekkel való kapcsolattartás, szükség esetén az ösztöndíjasok ki-, illetve beutazásának szervezése, valamint a teljes ösztöndíjas folyamattal kapcsolatos információszolgáltatás.
A Magyar Ösztöndíj Bizottság a következő pályázati lehetőségeket kínálja hallgatók, diplomások, oktatók, kutatók, tudományos szakemberek, művészek, PhD hallgatók számára, szinte valamennyi tudományágban:
- Magyar Állami Eötvös Ösztöndíj[3] - kiemelkedő teljesítményű és képességű fiatal kutatók, művészek és szakemberek részére, valamennyi tudományterületen, a világ bármely országába
- államközi ösztöndíjak, beleértve a Németország által adományozott DAAD-ösztöndíjakat
- Projekt alapú intézmények közötti együttműködéseket támogató pályázatok Németországgal - szakemberek, kutatási anyagok, információk rendszeres cseréje - számos tudományterületen
- A bécsi Collegium Hungaricumba szóló kutatási célú ösztöndíjak

Az alábbi tevékenységekre lehet pályázni:
- Egyetemi, főiskolai tanulmányok (rövid és hosszú tanulmányút, nyári egyetem), posztgraduális tanulmányok, kutatás, tudományos munka, kutatócsere, tapasztalatcsere, alkotómunka, szakmai gyakorlat, intézményi együttműködés előkészítése.
- Egyes országokba teljes egyetemi alap-, elsősorban nyelvszakosoknak rész- és doktori képzés.

## További információ
A Magyar Ösztöndíj Bizottság honlapja